# Национальная гвардия Кыргызстана
Национальная гвардия Кыргызской Республики (кирг. Кыргыз Республикасын Улуттук гвардия) - Национальная гвардия Вооруженных сил Киргизской Республики. Была образована 3 декабря 1991 года указом Президента Киргизии Аскара Акаева. 20 Июля 1992 солдаты дали первую присягу. Национальная гвардия осуществляет функции протокольного и церемониального характера, охраны и защиты стратегических объектов, ликвидации последствий стихийных бедствий и чрезвычайных ситуаций. После закрытия Центра транзитных перевозок «Манас», бывшая американская авиабаза перешла в ведение Национальной Гвардии КР. Там была образована войсковая часть №708 отдельного батальона оперативного назначения. 12 марта 2014 года Внутренние войска из ведения МВД были переведены в состав Национальной гвардии. В 2018 году президент Киргизии Сооронбай Жээнбеков вернул внутренние войска милиции. Они перестали быть частью Национальной гвардии.

## Функции
Национальная гвардия Киргизской Республики осуществляет следующие функции:
- Защита конституционного строя и суверенитета страны
- Участие в защите территориальной целостности страны
- Проведение мероприятий в условиях чрезвычайных ситуаций
- Защита государства, охрана стратегических объектов
- Взаимодействие с государственными органами, отвечающими за национальную безопасность
- Устранение незаконных вооруженных формирований
- Устранение последствий стихийных бедствий
- Антитеррористическая деятельность
- Церемониальные функции в соответствии с протоколом
- Защита сведений, составляющих государственную тайну

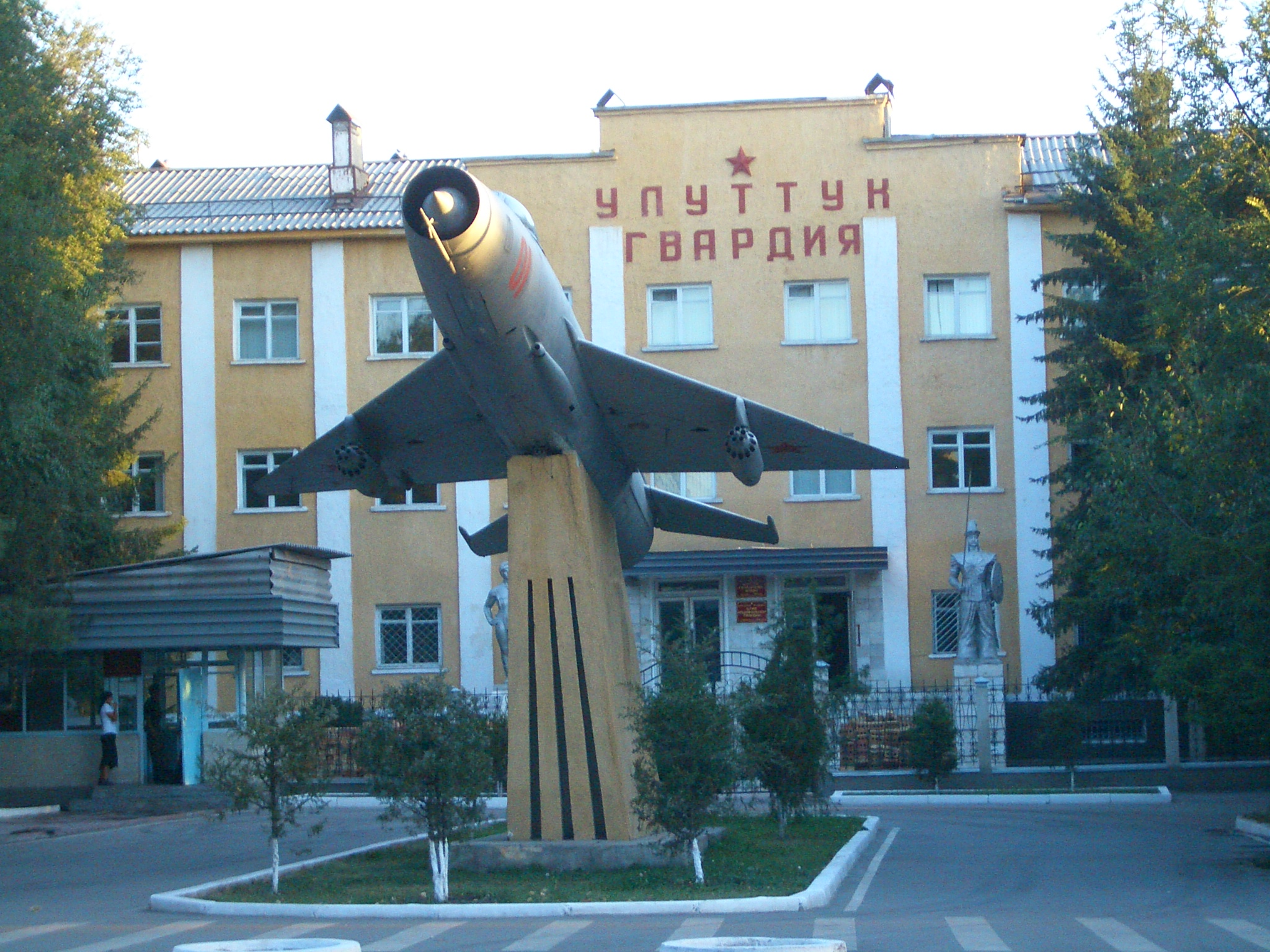
Здание Национальной гвардии в городе Бишкек

## Структура
- Высшее командование
  - Руководящий состав
  - Первый заместитель командира Национальной гвардии
  - Заместитель командира
  - Заместитель командира
- Комендантская бригада «Барс»
- Учебный центр «Эдельвейс»
- Бригада специального назначения «Пантера»
- Рота почетного караула
- Оркестр Национальной гвардии
- Медицинский отряд

### Рота почетного караула

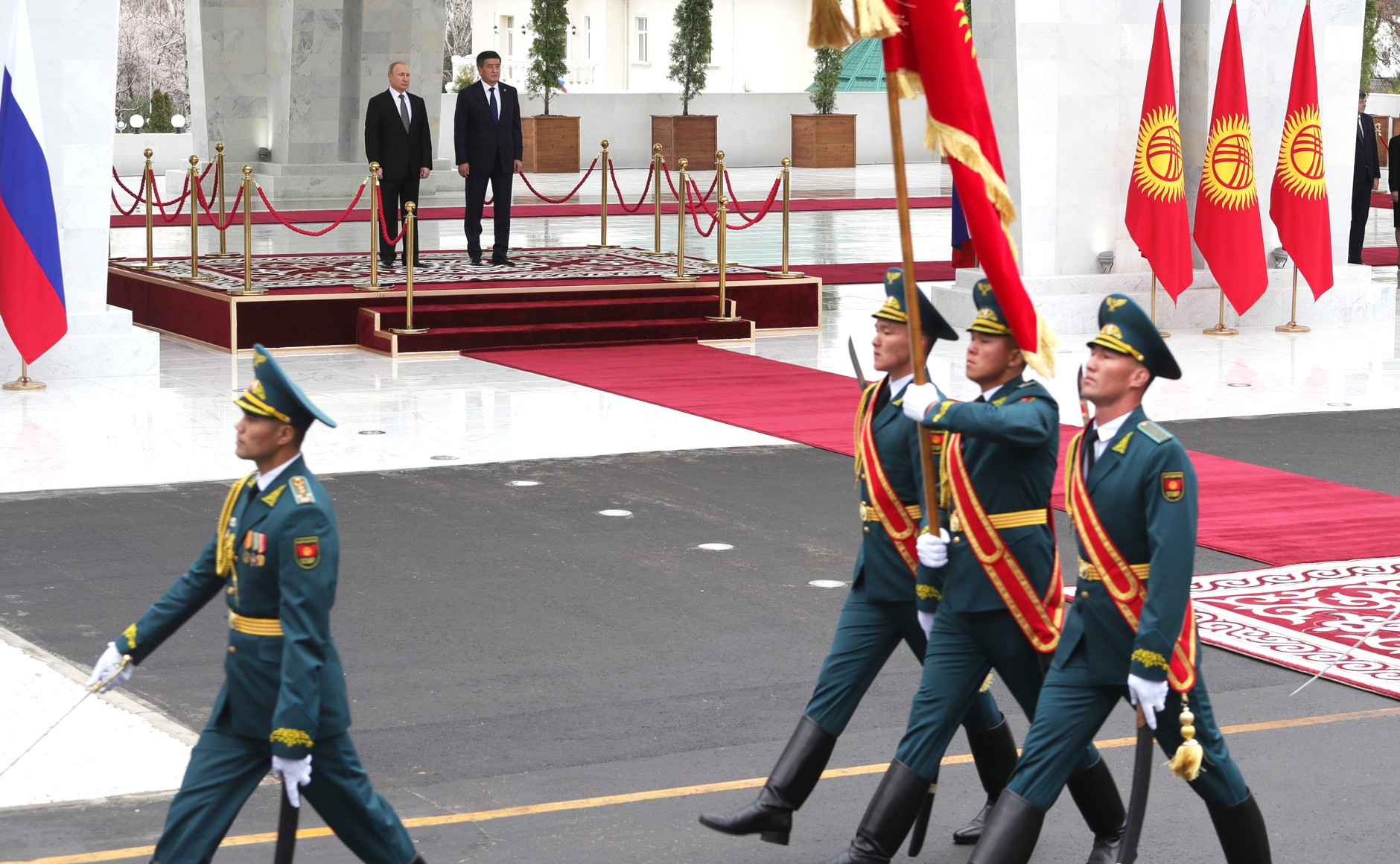
Почетный караул Национальной гвардии КР во время визита В.Путина в страну

Рота почетного караула принимает участие в государственных визитах и церемонии инаугурации Президента Киргизской Республики. Солдаты почетного караула Национальной гвардии стоят в строю у государственного флагштока на площади Ала-Тоо в Бишкеке, выполняя церемонию смены караула с 16 августа 1998 года. Также, солдаты Роты почетного караула представляют Киргизию на военных парадах за рубежом. Солдаты почетного караула участвовали в параде на Красной Площади в 2015 и военном параде в Пекине. В ноябре 2015 года подразделение получило свое первое знамя от генерала Жаныбека Капарова.

### Бригада специального назначения «Пантера»
Образована в апреле 1992, когда на территории бывшего военного комиссариата Ленинского района был создан батальон специального назначения. С апреля по июнь проходили комплектование личным составом. В апреле месяце 1993 года личным составом были совершены первые прыжки с парашютом. Войсковая часть 714 является единственной частью в Вооруженных Силах Киргизской Республики, занимающейся по программе воздушно-десантной подготовки. Бригада занимается устранением незаконных бандформирований, террористических групп, ликвидацией последствий стихийных бедствий. Бригада принимала участие в Баткенских событиях 1999 года, когда на юг Киргизии вторглись террористы из Исламского Движения Узбекистана.

## Критерии отбора
Отсутствие судимости, наличие полного среднего образования. Оцениваются состояние здоровья и наличие полной семьи. Рост — не менее 175 см для подразделений специального назначения, для почетного караула — не менее 180 см, 170 и выше — для бригады оперативного назначения. Также, в обязательном порядке офицеры, солдаты срочной и контрактной служб проходят тщательную проверку в структурах ГКНБ КР.